# سن-میشل-ده-سن، کبک
سن-میشل-ده-سن (به فرانسوی: Saint-Michel-des-Saints) شهری در منطقه شهری ماتاوینی ناحیه لانودییر در استان کبک کانادا است. در سرشماری سال ۲۰۱۱ این شهر ۲٬۵۴۱ نفر جمعیت داشته‌است و مساحت آن ۵۶۳٫۷۲ کیلومتر مربع است.